# 貝爾法斯特—都柏林鐵路
貝爾法斯特－都柏林主線（英語：Belfast–Dublin Main Line）是愛爾蘭島上最繁忙的鐵路線，連接愛爾蘭的都柏林康諾利車站至北愛爾蘭的蘭尼恩廣場站。